# San Sebastián de Buenavista
San Sebastián de Buenavista är en kommun i Colombia.   Den ligger i departementet Magdalena, i den norra delen av landet, 500 km norr om huvudstaden Bogotá. Antalet invånare är 17 267.